# Nguyễn Phúc Ngọc Anh
Nguyễn Phúc Ngọc Anh (chữ Hán: 阮福玉瑛; 1790 – 1850), phong hiệu Bảo Lộc Công chúa (保祿公主), là một công chúa con vua Gia Long nhà Nguyễn trong lịch sử Việt Nam.

## Tiểu sử
Hoàng nữ Ngọc Anh sinh năm Canh Tuất (1790), là con gái thứ ba của vua Gia Long, mẹ là Chiêu dung Lâm Thức. Bà Ngọc Anh là em cùng mẹ với hoàng tử Nguyễn Phúc Tuấn (mất sớm) và Bình Hưng Công chúa Ngọc Quỳnh.
Năm Gia Long thứ 7 (1808), công chúa Ngọc Anh lấy chồng là Vệ úy Trương Phúc Đặng, là con trai của Cai cơ Trương Phúc Tuấn, được ban cho 30.000 quan tiền làm của hồi môn. Công chúa và phò mã có với nhau một con trai và ba con gái.
Năm Minh Mạng thứ 2 (1821), vua cho con cả của các Trưởng công chúa (chị em của vua) là Ngọc Châu, Ngọc Quỳnh và Ngọc Anh bổng lộc hằng năm, mỗi người được 140 quan tiền và 50 phương gạo.
Cuối năm Minh Mạng thứ 7, Phan Bá Vành nổi dậy tại các huyện Tiên Minh, Nghi Dương ở trấn Hải Dương. Quản biển binh Bắc Thành là phò mã Đặng lúng túng trong việc sắp đặt quân nên các tướng thua trận, bị giáng 4 cấp, tước áo mũ, giải về triều xét xử. Sang năm thứ 8 (1827), mùa xuân, vua cho Đặng được khai phục nguyên hàm Thống chế, do trước kia Đặng sợ tội nên đã tự sát. Công chúa Ngọc Anh được để tang chồng 1 năm.
Năm thứ 13 (1832), con trai của công chúa Ngọc Anh là Trương Phúc Minh và con trai trưởng của chúa Ngọc Quỳnh là Phạm Văn Kiện được tập ấm làm Hiệu uý Cẩm y vệ, được miễn việc thượng trực (túc trực hầu vua).
Năm Minh Mạng thứ 21 (1840), vua sách phong cho bà Ngọc Anh làm Bảo Lộc Trưởng công chúa (保祿長公主), lấy tên tổng đặt làm phong hiệu.
Năm Thiệu Trị thứ nhất (1841), vua miễn cho các Thái trưởng công chúa (cô của vua) là các bà Ngọc Châu, Ngọc Quỳnh, Ngọc Anh và Ngọc Xuyến không phải quỳ lạy ở nội đình. Vua dụ rằng: "Các Thái trưởng công chúa đều là người họ rất thân của nhà vua, tuổi ngày một nhiều, theo lẽ, phải nên hậu đãi. Nếu cứ câu nệ vào lễ thường, động việc gì cũng quỳ lạy, ta thấy không được yên lòng. Vả lại, thánh nhân đặt lễ, tất phải lấy nhân tình làm gốc, mà trong chốn gia đình, kính người trên làm trọng. Chuẩn cho từ nay về sau, gặp có việc tiết lễ khánh hạ, và bất thần ban cho thức gì, thì các Thái trưởng công chúa đều miễn cho không phải làm lễ 3 lần quỳ, 6 lần vái, để tỏ lòng ta rất kính người trên, hậu đãi thân thuộc".
Năm Thiệu Trị thứ 3 (1843), vua đặc cách tăng lương hằng năm cho 4 bà công chúa trên, mỗi người được thêm 600 quan tiền và 300 phương gạo.
Năm Tự Đức thứ 3 (1850), mùa xuân, công chúa Ngọc Anh mất, thọ 61 tuổi, thụy là Trinh Hòa (貞和).